# Pseudanthus micranthus
Pseudanthus micranthus là một loài thực vật có hoa trong họ Picrodendraceae. Loài này được Benth. miêu tả khoa học đầu tiên năm 1873.